# Sárga Krisztus
A Sárga Krisztus Paul Gauguin festménye, amely a buffalói Albright-Knox Art Gallery gyűjteményében van.

## Keletkezése
A képet 1889-ben festette Gauguin. A festmény kiemelkedő darabja egyrészt a szintetizmusnak, amelynek lényege, hogy a nagy világos felületeket erős, sötét kontúrok választják el egymástól, másrészt a szimbolizmusnak, amelyben a tárgyak, személyek idealizálva jelennek meg. A Sárga Krisztus színei harsányak és merészek, a keresztfa merev egyeneseit a nők és a fák görbéi ellenpontozzák. A nagy, egységes felületű színfoltok és a figurákat körbeölelő kontúrok szándékosan durvák és leegyszerűsítettek; az impresszionizmus jegyeinek ellentétes pólusát jelentik. A festmény látható Paul Gauguin önarcképén is, amelyet 1891-1892 fordulóján készített.
A kompozíció uralkodó alakja a keresztere feszített Jézus, amelynek előképe a szintetizmus bölcsőjének tekinthető Pont-Aven-hoz közeli tremalói templom feszülete. Gauguin észak-francia tájban, őszi lombozatú fákkal benőtt dombok előterében helyezi el a keresztet; körülötte nők 19. századi öltözetben.